# Instytut wojskowy
Instytut wojskowy – wojskowa placówka naukowa lub naukowo-badawcza występująca w składzie organizacyjnym wojskowych szkół wyższych lub samodzielnie w resorcie Obrony Narodowej.